# Horatio Poulter
Horatio Poulter (n. 29 octombrie 1877, Frimley⁠(d), Anglia, Regatul Unit al Marii Britanii și Irlandei – d. 30 august 1963, Guildford, Anglia, Regatul Unit) a fost un trăgător de tir ce a reprezentat Regatul Unit al Marii Britanii și al Irlandei de Nord, medaliat olimpic. A participat la o ediție a Jocurilor Olimpice (1912) în care a câștigat două medalii de bronz.